# Битка за брдо 609
Битка за брдо 609 била је превентивни напад 2. корпуса САД (генерал Омар Бредли) на остатке немачког Корпуса Африка (Ханс фон Арним) на стратешки важним висовима брда Џебел Тахент у североисточном Тунису у Другом светском рату. Ова битка била је важно искуство за војску САД-прва потпуна победа у читавој кампањи, и називана је "одрастање америчке војске".

## Позадина
Америчке и британске снаге пристале су на неколико тачака дуж обале француског Марока и Алжира 8. новембра 1942. године, током операције Бакља. Ово је дошло само неколико дана након продора Британске Осме армије (генерал-потпуковник Сир Бернард Монтгомери) након Друге битке код Ел Аламеина. Као одговор, немачке и италијанске трупе су пребачене са Сицилије да окупирају Тунис, једно од ретких лако одбрањивих подручја Северне Африке и једну ноћ пловидбе из база на Сицилији. Овај кратки пролаз је веома отежао савезничким бродовима да пресретну транспорте Осовине, док је ваздушно пресретање једнако отежано, јер је најближа аеродромска база Савезника Тунису, на Малти, била далеко више од 320 km.
Трка за Тунис у новембру и децембру 1942. је термин за покушај Савезника да се до Туниса дође пре доласка њемачких и италијански појачања. Због лоших путних и железничких комуникација, могао је бити пребачен само мали део савезничке војске, величине једне дивизије, а на одличном одбрамбеном терену мали број немачких и италијанских трупа био је довољан да порази тај покушај. Јачање савезничких снага настављено је, више авиона је постало доступно и изграђени су нови аеродроми у источном Алжиру и Тунису. Савезници су смањили проток војника и опреме Осовине у Тунис и Бизерту, али значајна сила Осовине већ је била искрцана.
Дана 23. јануара 1943. Осма армија је заузела Триполи, главну базу снабдевања Ервина Ромела. Ромел је планирао за то, пребацивши своју линију снабдевања у Тунис и намеравајући да блокира јужни приступ Тунису, из Триполија, у Габесу.
Савезничке снаге су већ прешле планине Атлас и поставиле истурену базу на Фаиду, у подножју источног крака планина, изврсну позицију да продру на обалу, одсеку снаге Осовине у јужном Тунису од снага даље на северу, и прекину линију снабдевања Туниса.

## Увод
Након Друге битке код Ел Аламеина Ервин Ромел је направио планове да се снаге Осовине повуку преко Либије и да се укопају испред старих француских утврђења линије Марет. Снаге Осовине би контролисале два природна улаза у Тунис на северу и југу, са лако одбрањивим планинским пролазима између њих. Део 2. корпуса САД прешао је у Тунис кроз пролазе на планинама Атлас из Алжира, контролишући унутрашњост троугла који су формирале планине. Њихов положај подстакао је могућност продора источно према Сфаксу на обали, како би од Арнимових снага на северу око Туниса одсекли Прву италијанску армију у Марету. 

### Офанзива Осовине на северу
Ромелове оклопне снаге нанеле су у фебруару 1943. тежак пораз америчком 2. корпусу у биткама код Сиди Боу Зида и Касеринског пролаза. 22. фебруара Ромел и Кеселринг, суочени са ојачавањем савезничке одбране и вестима да су водећи елементи Осме армије коначно стигли до Меденина, само неколико километара од линије Марет, одлучили су да прекину напад на северу Туниса и повуку се на југ ради подршке одбрани Марета, надајући се да је напад код Касерина изазвао довољно штете како би спречио било какву офанзивну акцију са запада.Нова немачка офанзива на северу (Операција Воловска Глава) заустављена је 4. марта, након чега су снаге Осовине прешле у одбрану.

### Офанзива Осовине на југу
Дана 6. марта напад немачких оклопних дивизија на британску Осму армију одбијен је у бици код Меденина. Након битке Ромел је отишао у Немачку да захтева повлачење снага Осовине из Северне Африке, а за новог заповедника снага Осовине у Африци постављен је Ханс Јирген фон Арним. Након овог пораза снаге Осовине у јужном Тунису нашле су се у дефанзиви, и тако је остало до краја кампање.

## Битка

### Стратегијски значај
Крајем априла 1943. године, Брдо 609 је било кључ за немачку одбрамбену линију против америчког 2. корпуса, под командом генерал-мајора Омара Бредлија. Немачки генерал, Ханс Јирген фон Арним, користио је брдо за артиљеријску ватру и осматрање. Са брда, Немци су такође могли спречити покрете 1. пешадијске дивизије (генерал-мајор Терри Ален) на југу и 9. пешадијске дивизије (генерал-мајор Мантон Еди) на северу. Брдо 609 се сматрало једним од најтежих циљева у Тунису, заштићено не само стрмим падинама и артиљеријом, већ и ватром са околних висова, што је дало Немцима унакрсну ватру на косинама које су водиле на брдо.

### Амерички напад
Одбацивши предлог да заобиђе планину, Бредли је 27. априла наредио 34. пешадијској дивизији, под командом генерал-мајора Чарлса Рајдера, да освоји брдо. Након четири дана тешких борби и великих жртава, 34. дивизија успела је да заузме брдо до 30. априла, а наредног дана одбила је неколико немачких контранапада.

### Губици
За 4 дана борбе савезници су изгубили готово две и по хиљаде војника, док су губици снага Осовине били далеко мањи.

## Последице
Освајање брда 609 отворило је америчком 2. корпусу пут до Бизерте, која је освојена 7. маја 1943. Шест дана касније предали су се последњи остаци снага Осовине у Тунису, чиме је окончана северноафричка кампања у Другом светском рату.